# Liguster-verbond
Het liguster-verbond (Berberidion vulgaris) is een verbond uit de sleedoorn-orde (Prunetalia spinosae). Het verbond omvat plantengemeenschappen die voorkomen op droge, warme en kalkrijke standplaatsen en die gekenmerkt worden door (al dan niet) doornige struiken, zoals duindoorn, wilde liguster, zuurbes en egelantier.

## Naamgeving en codering
- Duits: Wärmeliebender Berberitzengebüsche
- Engels: Thermophilous scrub on sunny, stony slopes
- Syntaxoncode voor Nederland (rVvN): r40Ac

De wetenschappelijke naam Berberidion vulgaris is afgeleid van de botanische naam van zuurbes (Berberis vulgaris), een kensoort voor dit verbond.

## Fysiognomie
De syntaxa uit het liguster-verbond manifesteren zich allemaal in de formatie van een loofstruweel. Zij worden gekenmerkt door een open tot dichte, van 1 tot meer dan 10 m hoge struiklaag, met talrijke soorten al dan niet doornige, thermofiele en droogteminnende struiken.
In de struiken zijn dikwijls lianen te vinden, zoals de bosrank en de heggenrank. Ook zijn de dichte struwelen ideaal voor epifytische mossen en korstmossen.
De kruidlaag kan eveneens zeer soortenrijk zijn en kan ook planten van kalkgraslanden bevatten, zoals orchideeën.

## Ecologie
Het liguster-verbond omvat plantengemeenschappen van warme en droge standplaatsen op humeuze, voornamelijk kalkhoudende bodems.
In Vlaanderen en Nederland zijn deze gemeenschappen vooral te vinden in de duingordel, in Zuid-Limburg en in de Voerstreek.

## Associaties in Nederland en Vlaanderen
Het liguster-verbond wordt in Nederland en Vlaanderen vertegenwoordigd door drie associaties.
- - associatie van wegedoorn en eenstijlige meidoorn (Rhamno-Crataegetum)
  - associatie van rozen en liguster (Pruno spinosae-Ligustretum)
  - associatie van hazelaar en purperorchis (Orchido-Cornetum)

## Diagnostische taxa

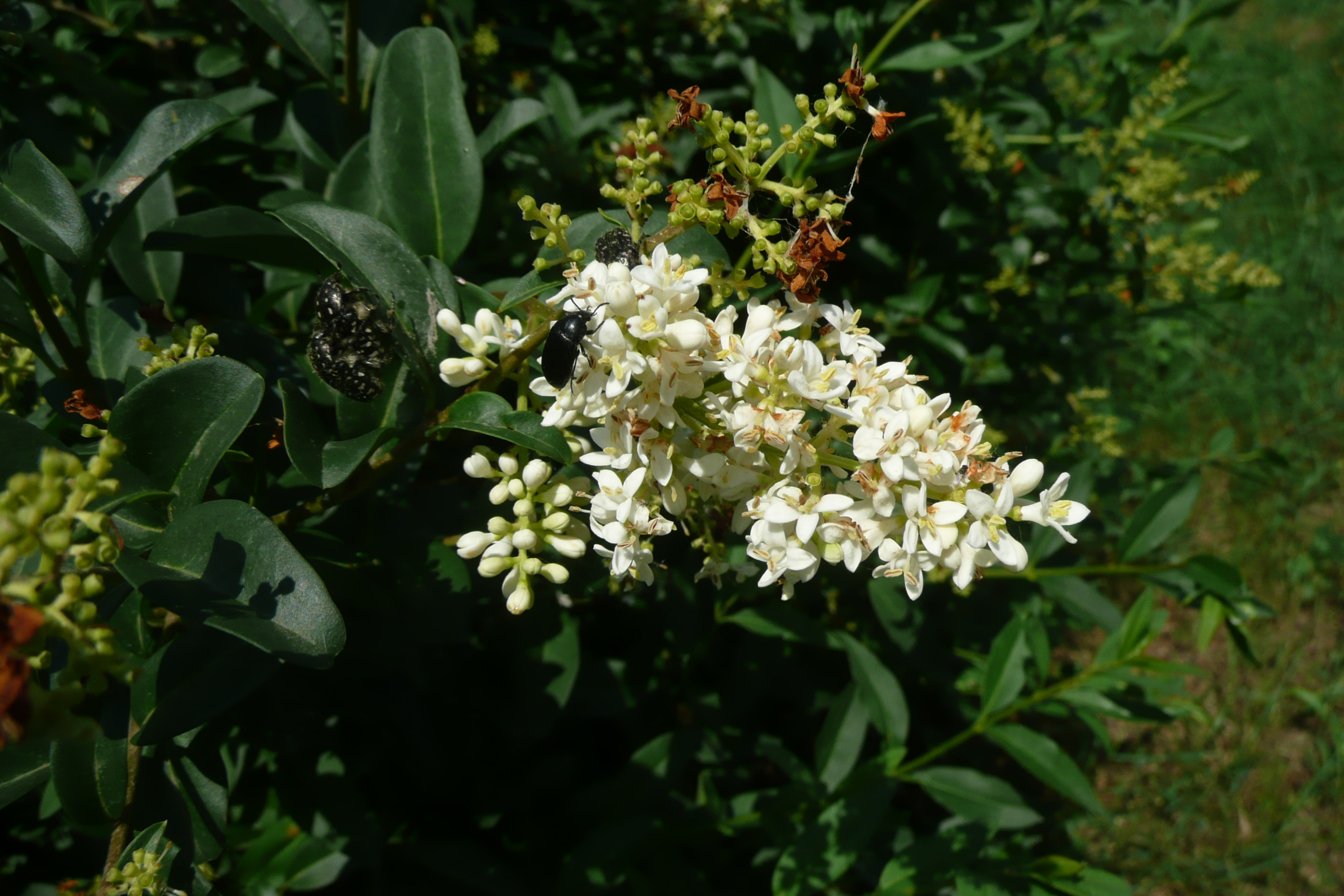
Wilde liguster

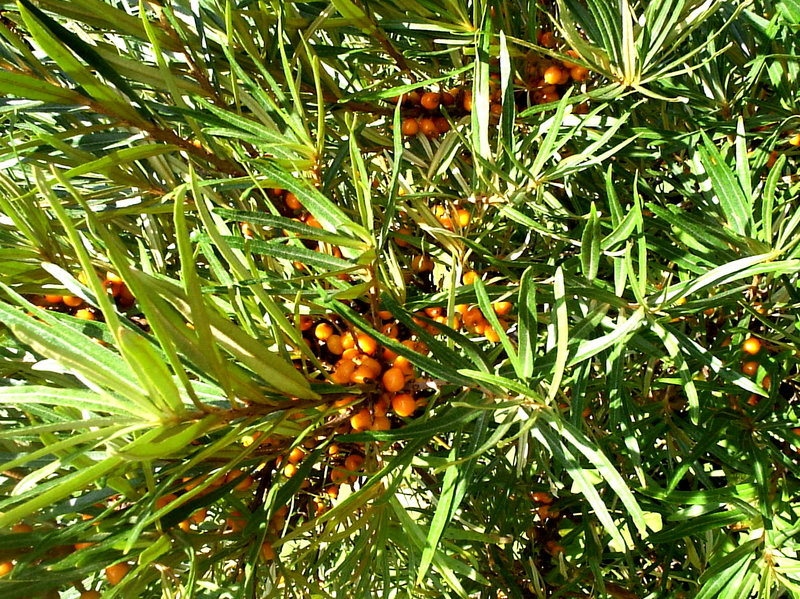
Duindoorn

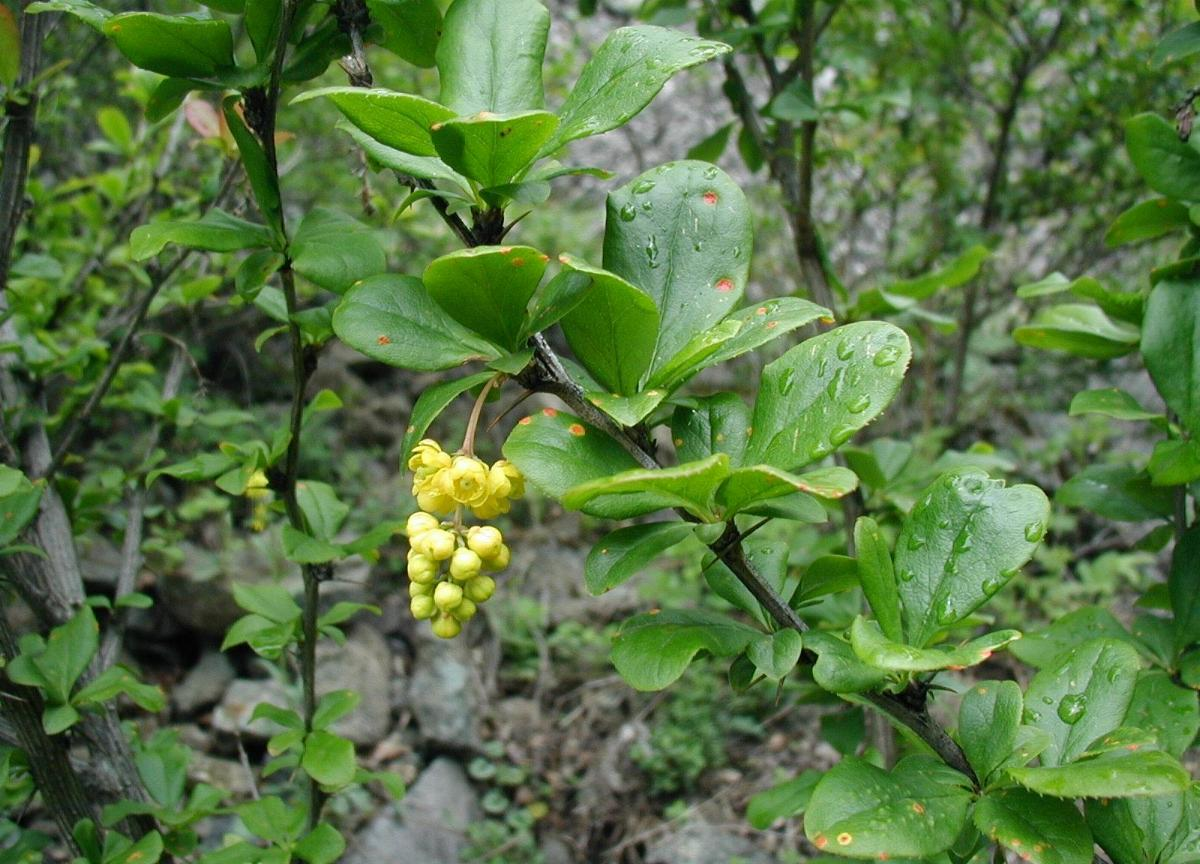
Zuurbes

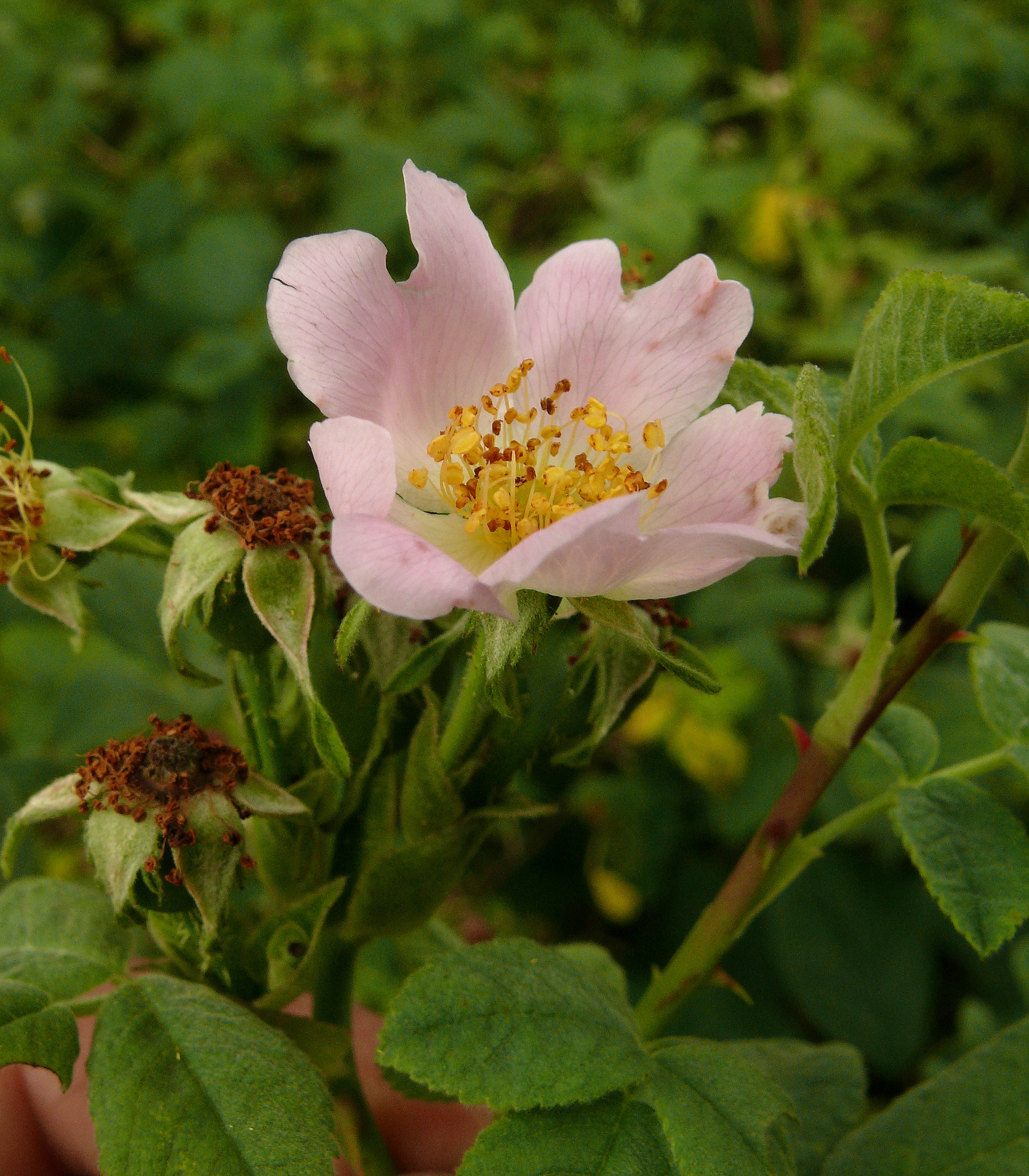
Viltroos

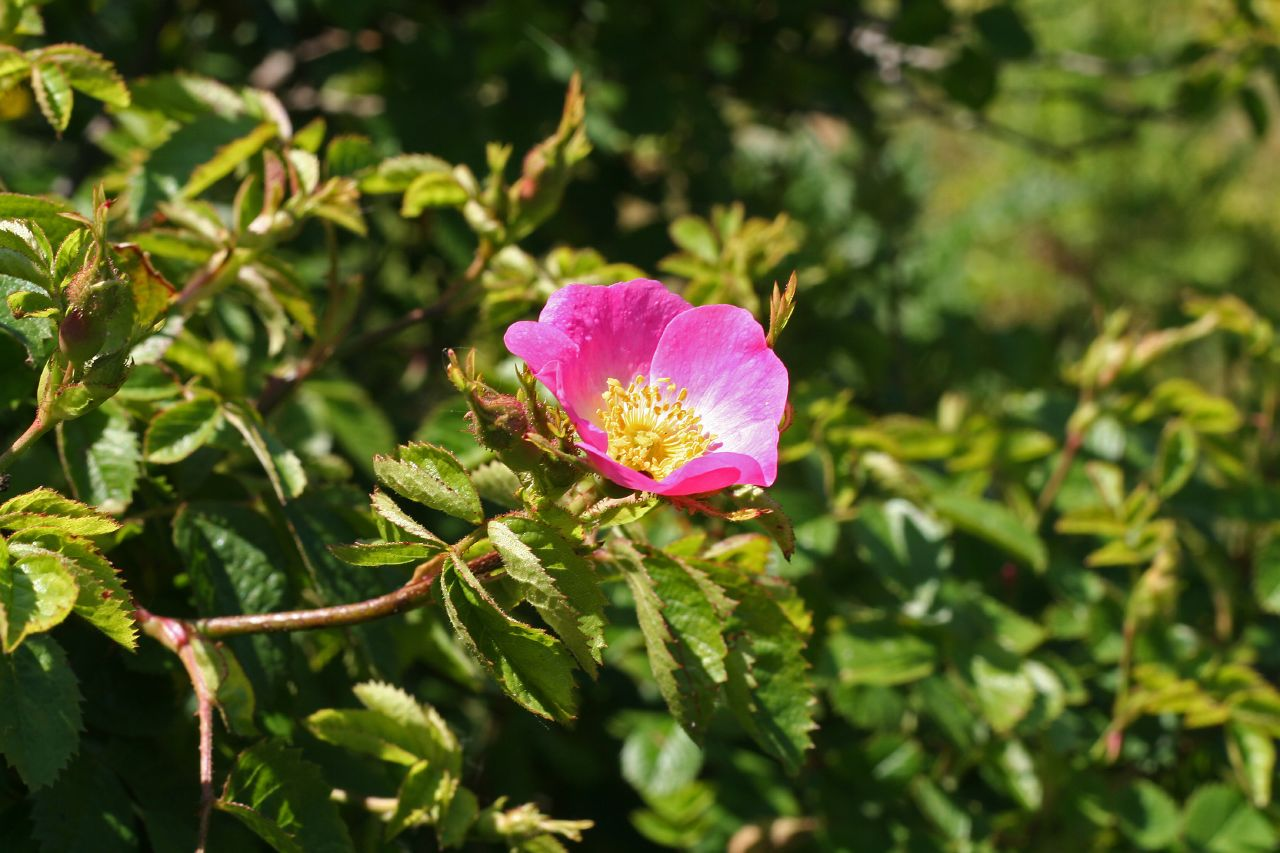
Egelantier

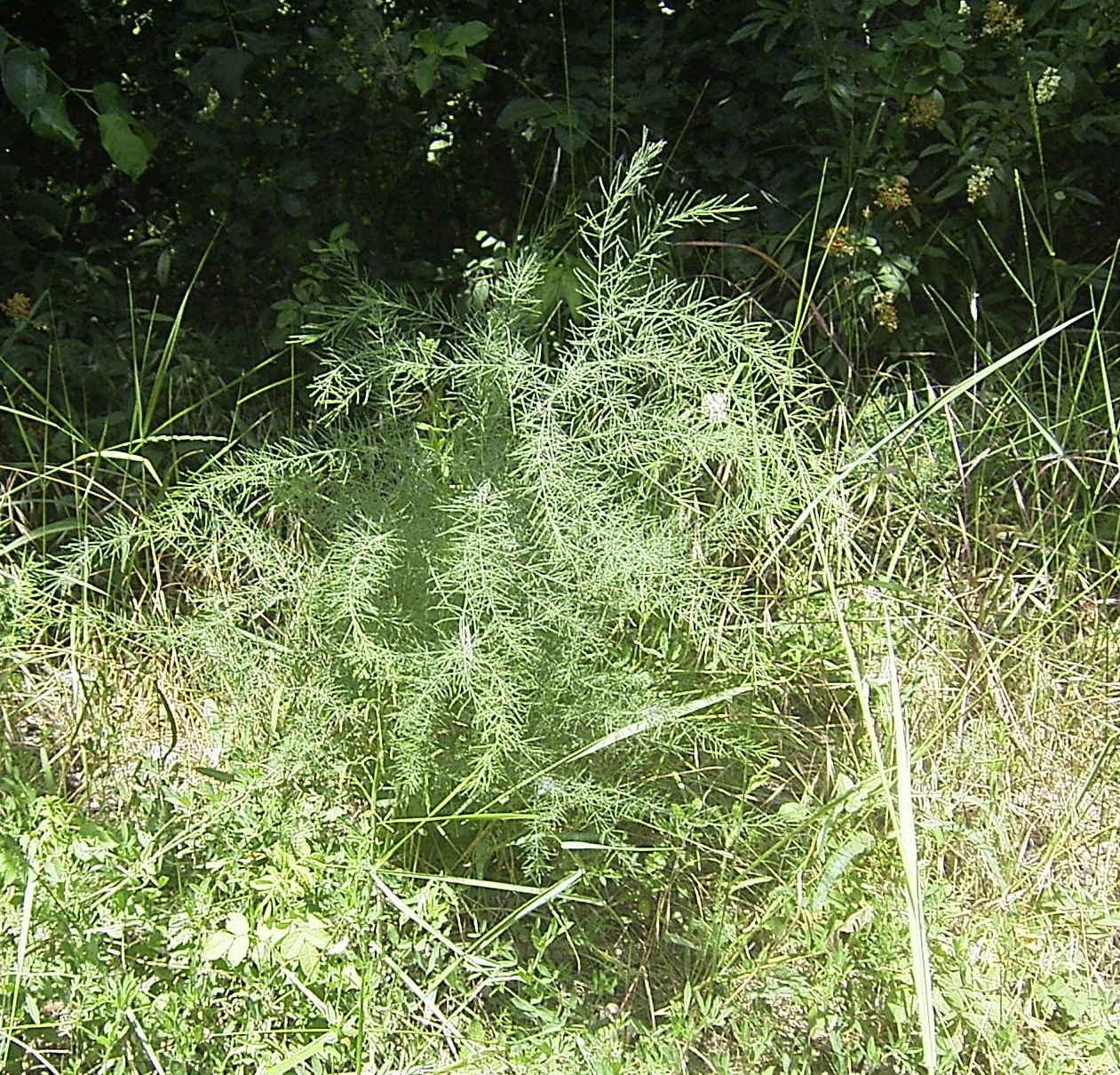
Asperge

Het liguster-verbond heeft voor Nederland en Vlaanderen een verschillende kensoorten in de struiklaag, waarvan de meest voorkomende de wilde liguster, duindoorn, zuurbes en egelantier. In de kruidlaag is de asperge een af en toe voorkomende kensoort voor Nederland.
Het kan onderscheiden worden van de zusterverbonden, het verbond van sleedoorn en bramen en het verbond van sleedoorn en meidoorn, door de aanwezigheid van het ruig viooltje en donderkruid.
Struiklaag
| Kentaxon | Diff. soort | Presentie | Triviale naam           | Botanische naam          | Opmerking                       |
| -------- | ----------- | --------- | ----------------------- | ------------------------ | ------------------------------- |
| kV       |             | 20 > 90%  | wilde liguster          | Ligustrum vulgare        |                                 |
| kV       |             | 0 > 80%   | duindoorn               | Hippophae rhamnoides     |                                 |
| kV       |             | 0 > 70%   | zuurbes                 | Berberis vulgaris        |                                 |
| kV       |             | 0 > 50%   | viltroos                | Rosa tomentosa           |                                 |
| kV       |             | 0 > 40%   | egelantier              | Rosa rubiginosa          |                                 |
| kV       |             | 0 > 20%   | kraagroos               | Rosa agrestis            |                                 |
| kV       |             |           | kleinbloemige roos      | Rosa micrantha           |                                 |
| kV       |             |           | rode kamperfoelie       | Lonicera xylosteum       |                                 |
| kV       |             |           | wollige sneeuwbal       | Viburnum lantana         |                                 |
| kV       |             |           | kruisbes                | Ribes uva-crispi         |                                 |
| kV       |             |           | gele kornoelje          | Cornus mas               |                                 |
| kV       |             |           | wilde dwergmispel       | Cotoneaster integerrimus | niet in Nederland en Vlaanderen |
| kV       |             |           | Europees krentenboompje | Amelanchier ovalis       | niet in Nederland en Vlaanderen |

Kruidlaag
| Kentaxon | Diff. soort | Presentie | Triviale naam | Botanische naam       | Opmerking               |
| -------- | ----------- | --------- | ------------- | --------------------- | ----------------------- |
| kV       |             | 0 > 20%   | asperge       | Asparagus officinalis |                         |
|          | dV          |           | ruig viooltje | Viola hirta           | t.o.v. andere verbonden |
|          | dV          |           | donderkruid   | Inula conyzae         | t.o.v. andere verbonden |

Moslaag
| Kentaxon | Diff. soort | Presentie | Triviale naam    | Botanische naam         | Opmerking |
| -------- | ----------- | --------- | ---------------- | ----------------------- | --------- |
|          | bg          |           | gewoon dikkopmos | Brachythecium rutabulum |           |